# Yangpo-dong
Yangpo-dong (koreanska: 양포동) är en stadsdel i staden Gumi i provinsen Norra Gyeongsang i den centrala delen av Sydkorea, 205 km sydost om huvudstaden Seoul.